# ماثيو مارفن سينيور
ماثيو مارفن سينيور (بالإنجليزية: Matthew Marvin, Sr.) هو فلاح أمريكي، ولد في 26 مارس 1600 في Great Bentley ‏ في المملكة المتحدة، وتوفي في 20 ديسمبر 1678 في نوروولك في الولايات المتحدة.